# Фурланетто, Бонавентура
Бонавентура Фурланетто (итал. Bonaventura Furlanetto), по прозванию Музин (итал. Musin; 27 мая 1738 года, Венеция, республика Венеция — 6 апреля 1817 года, Венеция, королевство Ломбардия-Венето) — итальянский композитор и музыкальный педагог.

## Биография
Бонавентура Фурланетто родился 27 мая 1738 года в Венеции. Детство провёл в оратории при приходе Сан-Николо-дей-Мендиколи, где самостоятельно научился музыке. Нескольких уроков получил у своего дяди органиста Николо Форменти и священника Джакопо Болла. Обучался в коллегии иезуитов. Думал посвятить себя церковной карьере, но отказался от этой идеи, по благословению Джованни Брагадина, патриарха Венеции сохранив право на ношение рясы.
В 1762 году было опубликовано его первое сочинение «Dominum Laudate» (лат. Dominum Laudate), а год спустя сборник церковных песнопений (итал. La sposa de sacri cantici), изданный ораторием святого Филиппа Нери в Венеции в 1767 году и переизданный в 1773 и 1784 годах. Не менее успешной была его оратория (итал. Giubilio celeste al giungervi della sant'anima del proto martire Giovanni Nepomuceno), премьера которой состоялась 16 мая 1765 года в базилике Святых Иоанна и Павла. В ней композитор использовал элементы опера-буффа. В 1767 году им была написана музыка для хора базилики Санта-Мария-делла-Салюте. Его сочинение было исполнено 20 июля 1768 года в день канонизации святого Иеронима Эмилиани. 21 сентября 1768 года он получил место капельмейстера в базилике Санта-Мария-делла-Салюте, которое занимал в течение полувека.
В 1774 году Бонавентура Фурланетто пытался получить место вице-маэстро в капелле базилики Святого Марка в Венеции, но был выбран Фердинандо Бертони. С 1781 по 1783 год временно исполнял обязанности титулярного органиста, а с 18 декабря 1794 года обязанности вице-маэстро. 23 декабря 1797 года был утверждён в должности вице-маэстро. В 1808 году получил место титулярного капельмейстера в базилике Святого Марка в Венеции.
В начале XIX века Бонавентура Фурланетто стал известен по всей северной Италии, как один из самых важных композиторов духовной музыки. В 1811 году он был избран мастером контрапункта и фуги в Филармонический институт в Венеции. В этот период им был написан трактат по теории музыки. Среди его известных учеников были Джованни Пачини, Джованни Баттиста Ботти, Антонио Рота, Ансельмо Мансард.
Бонавентура Фурланетто умер 16 апреля 1817 года в Венеции.

## Творческое наследие
Творческое наследие композитора включает исключительно духовные сочинения, 35 ораторий и 11 кантат.